# Pierre Rameau

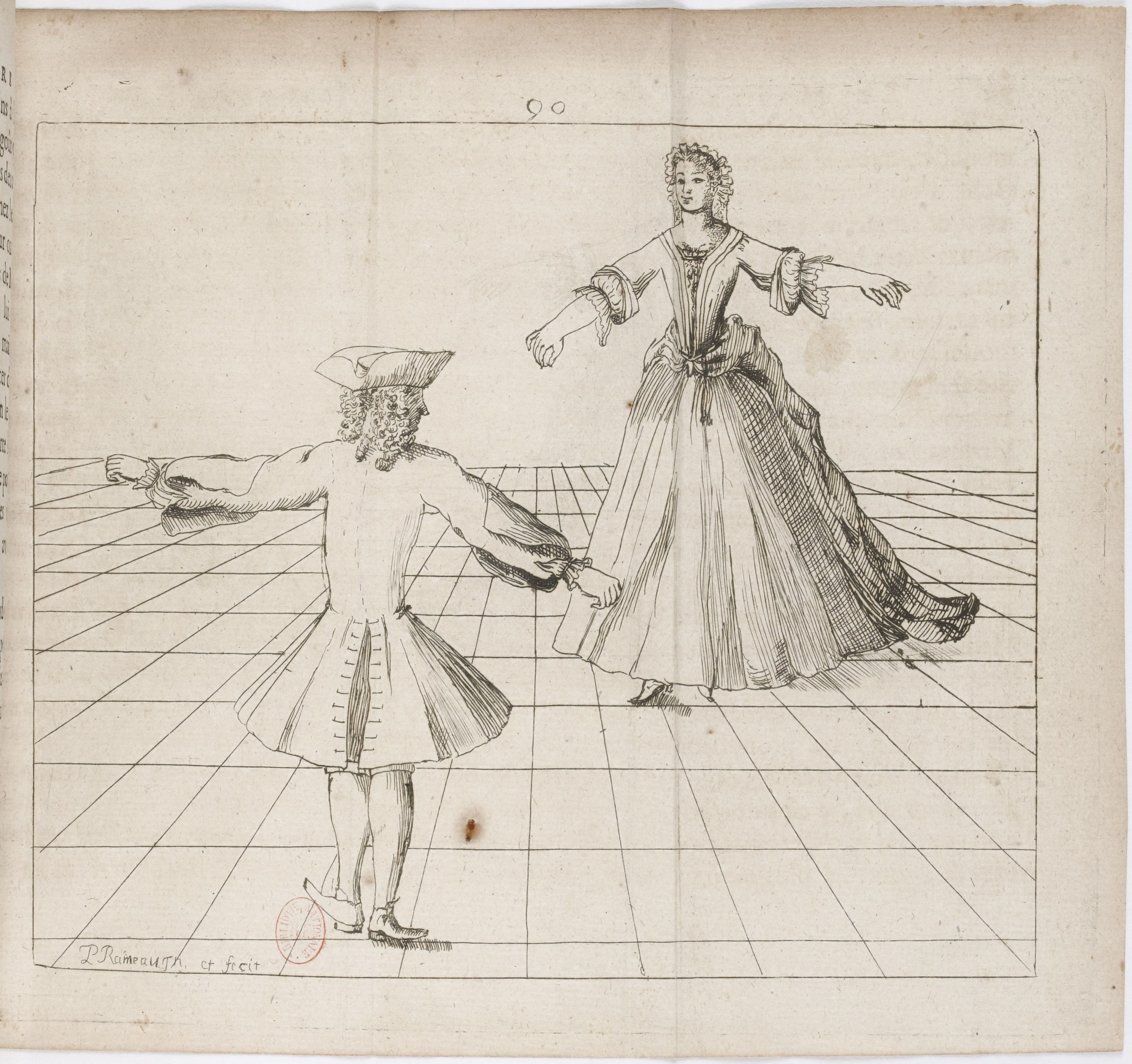
Pierre Rameau, Le Maître à danser, Paris, 1725.
Menuett-Figur.

Pierre Rameau (* 1674 in Cirea; † 26. Januar 1748 in Nanterre) war ein französischer Tanzmeister und Choreograph.
Über Rameaus privates Leben ist bis dato fast nichts bekannt. Für seine Zeit ungewöhnlich, enthalten seine Schriften nur spärliche biographische Informationen. Mühevoll hat die Forschung in den letzten Jahren einige wenige Eckdaten seines Lebens aus Archiven rekonstruieren können.
Geboren wurde er 1674 in Cirea. Seine Eltern waren Georges Rameau, ein Weinverkäufer, und Jeanne Thiersault. Über seine Ausbildung und den größten Teil seiner Karriere ist nichts bekannt. Die erste Spur findet sich in den Opernarchiven von Lyon. Hier befindet sich seine Unterschrift 1703 zusammen mit vierzig weiteren Kollegen unter einem Privileg, in Dijon Opern aufzuführen. In Lyon heiratete er auch 1705 seine erste Frau, Elisabeth La Haye, die ihm seinen Sohn Jean Baptiste Rameau schenkte, der später Tanzmeister in La Rochelle werden sollte. 1705 brach das Opernunternehmen in Lyon aus finanziellen Gründen zusammen, mit dem Zusammenbruch verschwindet auch Rameau aus den Akten. 1709 heiratete er seine zweite Frau Catherine Muffat.
Um 1710 taucht in den Akten der Académie Royale de musique in Paris ein Tänzer 'Rameau' für einige Jahre auf, von dem aber nicht gesagt werden kann, ob er mit Pierre Rameau identisch ist. Offizielle Dokumente der Zeit nennen ihn 'Tanzmeister in Paris'. Da im Vorwort zu seinem Maître à Danser genaue Kenntnisse um die Tänzer an der Pariser Oper zu finden sind, wäre ein Mitwirken an der Oper nicht auszuschließen, auch wenn es seltsamerweise in seinem Buch nicht erwähnt wird. 1716 wirkte er in der Aufführung des Jesuitenballettes Le Tableau Allégorique des Moers mit, in dem er die Rolle des Dieu du Temps an der Seite von Tänzern der Pariser Oper verkörperte. Entgegen der landläufigen Meinung war er niemals 'Tanzmeister der Königin von Spanien', ein Posten, der von Michel Blondy (c. 1675–1739), einem berühmten Tänzer und Choreographen an der Pariser Oper, innegehalten wurde, sondern Maître à danser des Pages de Sa Majesté Catholique de Reine d'Espagne. In seinem Abrégé (1725) nennt er sich maître à Danser Ordinaire de la Maison de Sa Majesté Catholique, la Reine Seconde Douairriere d'Espagne. Diese Bezeichnung schafft Klarheit, da es sich nur im Louise Élisabeth de Bourbon-Orléans, genannt Mademoiselle de Montpensier (1709–1742) handeln kann, der auch sein Abrégé gewidmet ist.
Louise Élisabeth hatte am 20. Januar 1722 Ludwig I. von Spanien, Prinz von Asturien und somit Spaniens Thronfolger, geheiratet. Dieser übernahm 1724 von seinem Vater den Thron, aber bereits im August desselben Jahres wurde Louise Élisabeth Witwe und kehrte nach Paris zurück. Rameau konnte also erst kurze Zeit seine Stelle innegehabt haben, als 1725 seine berühmte Schrift Le Maître à danser. Qui enseigne la maniere de faire tous les differens pas de Danse dans toute la regularité de l'Art, & de conduire les Bras à chaque pas in Paris erschien. Dieses Buch war überaus erfolgreich und erschien in zwei weiteren Auflagen 1734 und 1748. Schnell wurde es das Standardwerk in Europa und 1728 von Essex ins Englische übersetzt. Zahlreiche Publikationen nach Rameau erwähnen ihn, lehnen sich an ihn an oder kopieren ihn fast wortwörtlich.
Im gleichen Jahr, wohl angeregt durch den großen Erfolg seines Maître à Danser, erschien sein Abrégé de la nouvelle methode dans l'art d'écrire ou de tracer touts sortes de danses de ville, eine Verbesserung und Bearbeitung der Choreographie von Raoul-Auger Feuillet (Paris 1700), dem zwei weitere Auflagen c. 1728 und c. 1732 folgten. In der zweiten Auflage erschien auch die einzige von ihm erhaltene Choreographie La Nouvelle Bourée des Princesses, die den Töchtern Louis XV. gewidmet und eher von unterdurchschnittlicher Qualität und Originalität ist, was wahrscheinlich mit dem Säuglings- bzw. Kleinkindalter der Widmungsträgerinnen zu tun hat. Diese Schrift wurde im August 1732 von der Académie de Danse verboten, da sie die bestehende Ordnung zu untergraben drohte. Auch Rameaus Abrégé wurde das Vorbild für weitere Schriften, allerdings ist ihm nicht in gleichem Maße Aufmerksamkeit entgegengebracht worden. Sein autre Traité qui enseignera la maniere de faire tous les differens pas de balets, tant serieux que comique, wie er am Ende des Maître à Danser ankündigt, scheint nie veröffentlicht worden zu sein oder ist als verschollen anzusehen.
1736 heiratete er seine dritte Frau Marie-Anne Courbe. 1745 zog er von Paris nach Nanterre. Zwei Testamente sind von ihm erhalten: Eines vom 6. Mai 1745, in dem er alle seine Güter seinem Sohn Jean vermachte, und eines vom 20. Januar 1748, in dem eine Tochter erwähnt wird und in dem er seinem Sohn eine jährliche Rente von hundert livres aussetzte. Sechs Tage später starb Rameau am 26. Januar 1748 in Nanterre in bescheidenen Verhältnissen. Sein Maître à Danser, schon zu Lebzeiten ein Erfolg, wird die wichtigste Schrift für das Verständnis und die Rekonstruktion der französischen Tanzkunst um 1700, ohne die die c. 350 überlieferten Choreographien in Feuillet-Notation nicht wieder zum tänzerischen Leben erweckt werden könnten.
Die Einleitungskapitel des Maître à Danser geben die Regeln für das Stehen, Gehen und Sitzen in der Gesellschaft. Anschließend folgen mehrere Kapitel zu den verschiedenen Révérences sowohl für Damen als auch für Herren. Ein Kapitel widmet sich dem Ablauf eines königlichen Balles im Schloss Versailles. Anschließend folgen Erklärungen zur Courante und zum Menuett. Dann folgen Erklärungen zu allen notwendigen Schritten, wie sie sich in La Belle Danse finden. In einem zweiten Buch erklärt der Autor die Grundlagen des port de bras und die Armbewegungen zu den Schritten des ersten Buches.
Präzise beschreibt Rameau in seinem Maître à Danser die verschiedenen Grundbausteine des damaligen Tanzes (die fünf Positionen, das Mouvement, die Schrittelemente wie sauté und pointé), um sie zu Schritteinheiten zusammenzusetzen. Durch dieses System, Grundelemente miteinander zu kombinieren und die Regeln für ihre Kombination festzulegen, gelingt es auch, Schrittmaterial, das nicht explizit in Le Maître à Danser festgehalten wird, zu rekonstruieren. Dies betrifft vor allem die äußerst komplexen Bühnenchoreographien.
Seit den 1950er Jahren erlebt der Maître à Danser wieder eine intensive Rezeption, da er die Grundlage für jedwede Rekonstruktion des sogenannten Barocktanzes ist. Vor allem in Frankreich haben sich seit den 70er Jahren professionelle Gruppen wie etwa Ris et Danseries oder L'Eventail gegründet, die sich speziell mit der Tanzkunst des 18. Jahrhunderts beschäftigen. Dafür bildet der Maître à Danser die technische Grundlage. In Deutschland beschäftigen sich v. a. L'Espace intensiv mit der Quelle, um originale Choreographien zu rekonstruieren.